# Ricardo Jesus da Silva
Ricardo Jesus da Silva (16 de mayo de 1985, Campinas, Brasil) es un exfutbolista brasileño que jugaba como delantero.

## Trayectoria
Comenzó su carrera deportiva en el club Internacional de Porto Alegre, con el que debutó en 2006. En 2008 fue fichado por el club PFC CSKA Moscú, con el que ganó dos Copas de Rusia (2008 & 
2009).

## Clubes
| Club                | País      | Año       |
| ------------------- | --------- | --------- |
| SC Internacional    | Brasil    | 2006-2007 |
| Spartak Nalchik     | Rusia     | 2007      |
| CSKA Moscú          | Rusia     | 2008-2009 |
| AE Larisa           | Grecia    | 2010      |
| Spartak Nalchik     | Rusia     | 2010      |
| Ponte Preta         | Brasil    | 2011      |
| Portuguesa          | Brasil    | 2012      |
| Avaí                | Brasil    | 2012      |
| Atlético Goianiense | Brasil    | 2013      |
| Querétaro FC        | México    | 2014      |
| Club Tijuana        | México    | 2015      |
| Fortaleza           | Brasil    | 2015      |
| Thai Honda F.C.     | Tailandia | 2017      |
| E.C. Juventude      | Brasil    | 2018      |
| Tombense            | Brasil    | 2019      |